# Calamus wuliangshanensis
Calamus wuliangshanensis är en enhjärtbladig växtart som beskrevs av San Y.Chen, K.L.Wang och Sheng Seng Ji Pei. Calamus wuliangshanensis ingår i släktet Calamus och familjen Arecaceae. Inga underarter finns listade i Catalogue of Life.